# China Railways HXD1C
Az China Railways HXD1 sorozat egy kínai 25 kV 50 Hz váltakozó áramú, Co'Co' tengelyelrendezésű villamosmozdony-sorozat. A China Railways üzemelteti. 2009-től összesen 1207 db készül belőle a Zhuzhou Ziyang gyárában.